# Aniptodera haispora
Aniptodera haispora är en svampart som beskrevs av Vrijmoed, K.D. Hyde & E.B.G. Jones 1994. Aniptodera haispora ingår i släktet Aniptodera och familjen Halosphaeriaceae.   Inga underarter finns listade i Catalogue of Life.